# Stazione di Valence Città
La stazione di Valence Città (in francese Valence-Ville) è la principale stazione ferroviaria della cittadina francese Valence posta lungo la ferrovia Parigi-Marsiglia.

## Storia
Fu aperta al traffico nel 1854 dalla Compagnie du chemin de fer de Lyon à la Méditerranée (LM), prima di diventare una stazione della Compagnie des chemins de fer de Paris à Lyon et à la Méditerranée (PLM) nel 1857, che fece costruire nel 1865 un nuovo edificio passeggeri progettato dall'architetto Louis-Jules Bouchot.